# カチュール・マンデス
カチュール・マンデス（Catulle Mendès, 1841年5月22日 - 1909年2月8日）は、フランスの詩人・文士・評論家。カテュール・マンデス、カチュル・マンデス、カテュル・マンデスとも呼ばれる。

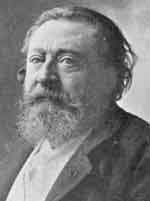
カチュール・マンデス

ボルドーにおいてユダヤ系の家庭に生まれる。『ある夜の物語』（Roman d'une nuit ）の「気紛れな諷刺」（Revue fantaisiste ）の出版によってたちどころに悪名を馳せたために、早くにパリで名を揚げるも、1月間の拘留と罰金500フランを命ぜられた。高踏派運動が興ると当初からそれと手を組み、処女詩集『ピロメラ』（Philoméla, 1863年）において比類のない押韻の技巧を発揮した。その後の著書においてマンデスは、「典雅な韻文というものは、著しい独創性がというよりも、むしろ他の作者の巧妙な模倣が特徴となる」と論評している。マンデスの多芸多才や豊かな創造力は、一連の評論や（いくつかの脚本を含む）戯曲、長編小説や短編小説に表れている。マンデスの短編は、フランスお家芸の自由奔放な「説話物語」（conte ）の伝統を受け継いでいる。ルノワールなどと並ぶフランス初期のワグネリアンの一人として著名であり、1880年の長編小説『童貞王』（Le Roi vierge ）において、バイエルン王ルートヴィヒ2世とワーグナーについて扱っている。
1866年に詩人テオフィル・ゴーチエの娘で翻訳家のジュディットと結婚するが、後に別居し、愛人の女性作曲家オーギュスタ・オルメスの許に走った。ちなみにルノワールの絵画「ピアノの前のマンデスの娘たち」はいずれもジュディットの子ではなく、オルメスとの間の子供である。
1909年2月8日の早朝に、サン＝ジェルマン＝アン＝レーの鉄道のトンネル内で轢死体となって発見された。前日に夜行列車でパリを発っていることから、まだ列車がトンネル内を通行している最中に、駅に着いたものと思って車輛の扉を開けたものと推測される。

## 参考文献

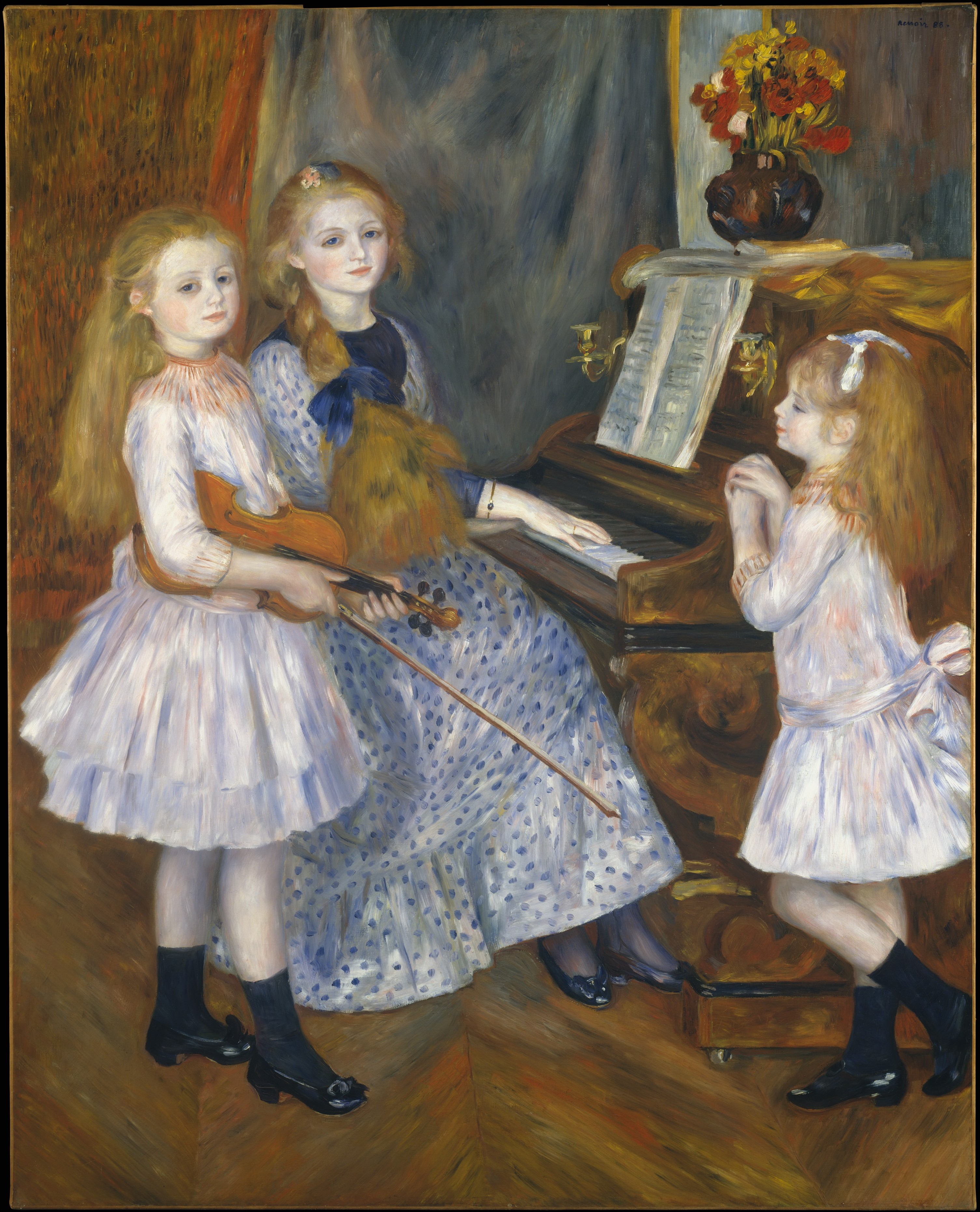
マンデスの娘たち

## 著書（日本語訳）
- 『童貞王』中島廣子,辻昌子訳 国書刊行会 2015年